# 대화형 사용자 인터페이스
대화형 사용자 인터페이스(對話型使用者-, conversational user interface, CUI)는 실제 인간과의 대화를 에뮬레이트하는 컴퓨터를 위한 사용자 인터페이스이다. 역사적으로 컴퓨터는 사용자가 원하는 동작을 컴퓨터가 이해할 수 있는 명령으로 번역하기 위해 텍스트 기반 사용자 인터페이스와 그래픽 사용자 인터페이스(GUI, 예: 사용자가 "뒤로" 버튼을 누르는 것)에 의존해왔다. 연산 동작을 완수하는데 효율적인 구조를 갖추고 있으나 GUI와 관련하여 사용자의 학습 곡선이 존재한다. 그 대신 CUI는 사용자가 컴퓨터와 특정 문법적 명령이 아닌 자연어로 소통할 수 있는 기회를 제공한다.
이를 수행하기 위해 대화형 인터페이스는 자연어 처리(NLP)를 사용하여 컴퓨터가 인간의 언어의 의미를 이해하고 분석하고 만들 수 있게 한다. 워드 프로세서와 달리 NLP는 인간 언어의 구조를 고려한다. (예: 단어가 구를 만들고 구가 문장을 만들어 사용자의 아이디어나 의도를 전달한다) 인간의 언어의 모호한 본성은 기계가 사용자의 요청을 올바르게 해석하는데 어려움을 주며 이로 인해 우리는 자연어 이해(NLU)로 전환하게 되었다.

## 챗봇
챗봇은 사용자가 질문을 하면 정보를 검색할 수 있는 웹 또는 모바일 기반 인터페이스이다. 이 정보는 인터넷 검색을 가능케 하는 구글 어시스턴트 채팅창처럼 본연적으로 일반적일 수 있으며, 아니면 사용자가 다양한 계정의 상태에 관한 정보를 취득할 수 있게 하는 특정 브랜드나 서비스일 수 있다.

## 같이 보기
- 채터봇
- 자연어 처리
- 자연어 이해